# Fort de Bregille
Vous lisez un « bon article » labellisé en 2011.
Ne doit pas être confondu avec Redoute de Bregille.
Le fort de Bregille, ou fort Bregille (fort Morand à la suite du décret Boulanger de 1887), est une fortification militaire située à 446 mètres d'altitude au sommet de la colline de Bregille, à Besançon. Construit de 1820 à 1832, ce fort occupe un site stratégique du quartier de Bregille surplombant et protégeant, avec le fort Beauregard, la vieille ville de Besançon auparavant vulnérable. Il remplace un ouvrage militaire en terre établi à la fin du XVIIIe siècle, et jugé obsolète notamment à cause de sa prise par l'ennemi en 1814.
Quasiment inutilisé militairement de sa création à nos jours, excepté à une occasion durant la Seconde Guerre mondiale, l'édifice accueille aujourd'hui une fourrière animale pour la SPA et pour la police municipale. Bien que l'accès au fort de Bregille soit strictement interdit aux visiteurs, ses alentours restent un lieu de promenade privilégié pour les Bisontins à la recherche de verdure et d'un large panorama sur la capitale comtoise.

## Bregille au centre d'une place militaire

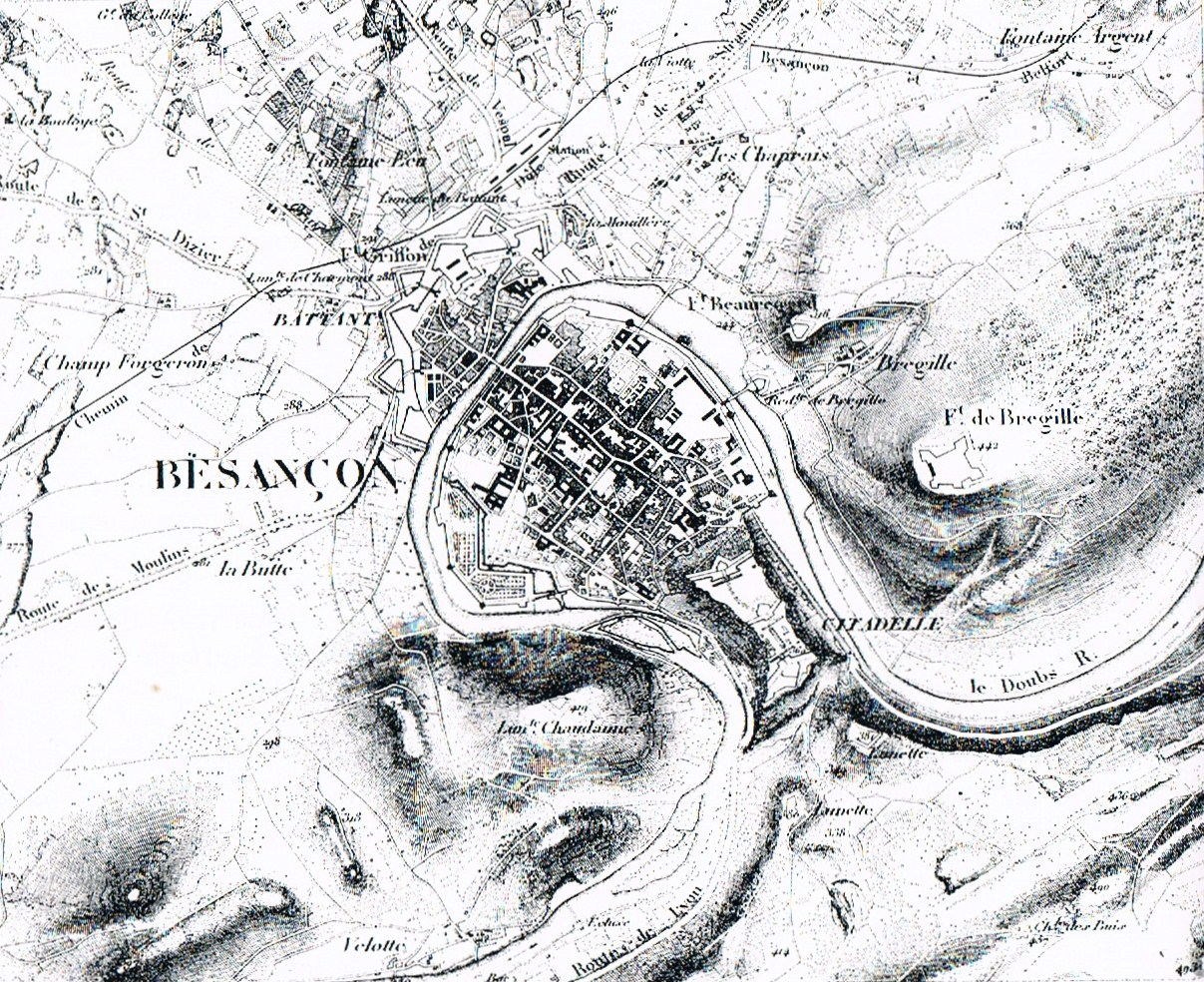
Plan de la place forte de Besançon datant du XIX.

À la fin du XIXe siècle, le gouvernement français réorganise les fortifications frontalières afin de pouvoir répondre efficacement à une éventuelle nouvelle guerre avec l'Allemagne. Le revanchisme apparaissant à cette époque,. Le système défensif de Besançon n'avait quasiment pas évolué depuis que Vauban avait doté la ville de son imposante citadelle ainsi que de tours et d'une enceinte, alors que le besoin d'un véritable réseau de forts semblait de plus en plus indispensable,. En effet, après la campagne de France de 1814, et malgré la défense victorieuse de la ville, nombre d'ingénieurs avaient pointé du doigt le fait que la capitale comtoise était vulnérable à cause de sites comme le mont de Brégille ou la colline de Chaudanne qui n'étaient pas pourvus efficacement d'infrastructures dignes de ce nom. C'est pourquoi des forts y furent construits durant la première moitié du XIXe siècle.
Lors du conflit franco-prussien de 1870, l'armée française fut obligée de bâtir à la hâte des redoutes et batteries sur les principaux points hauts autour de la ville. Après cette guerre, le général Raymond Adolphe Séré de Rivières organise les réseaux de fortifications de l'Est avec son célèbre système Séré de Rivières qui consiste en un système de rideaux défensifs constitués par une chaîne de forts isolés qui contrôlent les points de passage obligés, et qui se termine à chaque extrémité par des places fortes bloquant les trouées par lesquels l'ennemi pourrait s'engager.
C'est ainsi que pas moins de 25 ouvrages sont construits dans un périmètre de 50 km autour de l'agglomération bisontine formant un camp retranché.

## Bregille, une place militaire stratégique

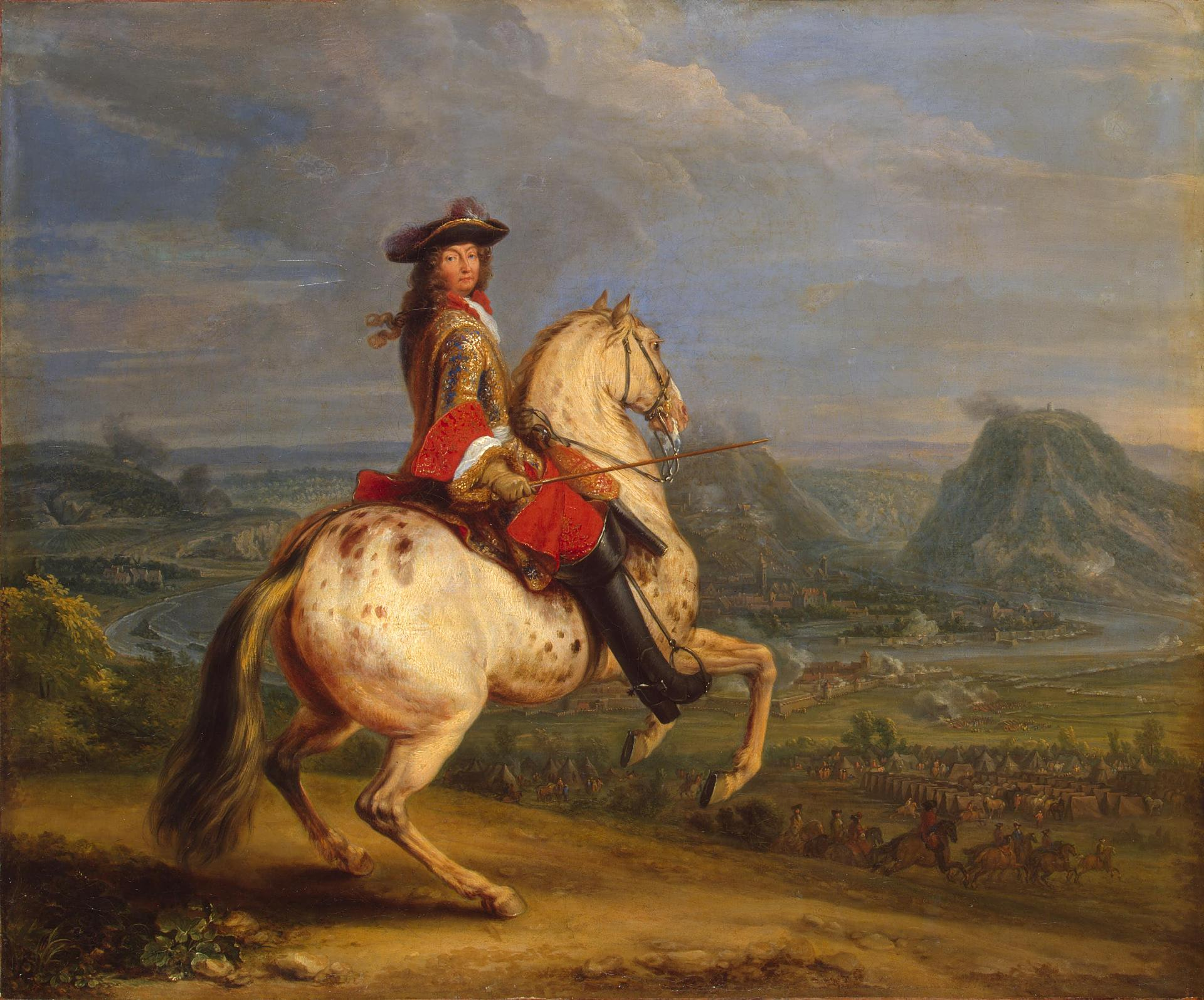
Louis XIV au siège de Besançon en 1674. À gauche est située la colline de Bregille

Le site du Mont de Bregille occupe dès le début de l'Époque moderne une position militaire stratégique, car cette hauteur domine largement la ville historique et même la colline Saint-Étienne sur laquelle la citadelle de Besançon fut construite à partir de 1668. Si la colline de Bregille était occupée par l'ennemi, elle pouvait donc constituer un véritable danger pour Besançon, à cause notamment de l'artillerie qui au XVIIe siècle avait une portée d'environ 600 m.
Ce fut le cas en 1674 lorsque la Franche-Comté, alors sous domination espagnole, est reconquise par Louis XIV,. Les troupes françaises investissent le 25 avril 1674 le sommet de Bregille où ils installent une batterie ainsi que la colline de Chaudanne, et ils bombardent la ville à partir du 10 mai de plus de 20 000 boulets. À la fin des opérations, deux autres batteries sont déployées à Bregille : une sur le sommet, et une aux Ragots, dans le but de faire céder plus rapidement la citadelle. Besançon se rend finalement le 14 mai 1674 soit à peine quatre jours après le début des hostilités, et devient alors capitale de province.

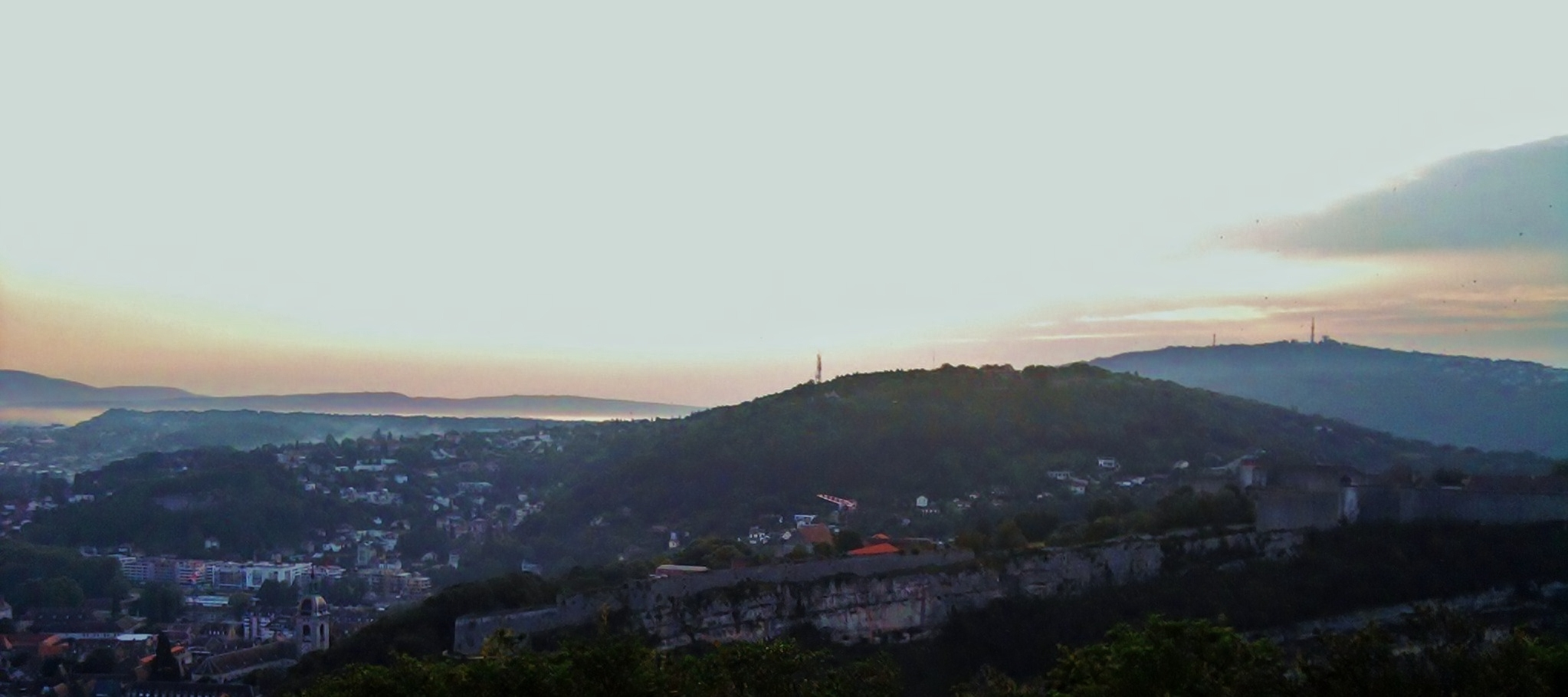
Le mont de Brégille à l'aube.

La même situation se produit en 1814 lors de la campagne de France opposant les troupes napoléoniennes aux alliés de la Sixième Coalition lors d'un siège à Besançon. Le 1er janvier 1814, la défense de Besançon est confiée au général Marulaz qui doit défendre la ville contre les Autrichiens à Bregille et aux Chaprais et contre les troupes liechtensteinoises à Planoise. Le général ordonne la destruction de tous bâtiments et arbres fruitiers dans un rayon de 700 mètres autour de la vieille ville, afin d'empêcher que les ennemis s'y tiennent en embuscade. Bien que cela ralentisse la progression des troupes ennemies, les Autrichiens établissent tout de même leur artillerie sur la colline de Bregille le 31 janvier 1814, apparemment dans un petit ouvrage construit à la fin du XVIIIe siècle à la place actuelle du fort, et menacent de faire feu sur la citadelle. Bien que les canons de la citadelle fassent feu sur la batterie ennemie, provoquant des dégâts considérables, la situation reste bloquée jusqu'au 2 mai 1814, alors que Napoléon abdique le 6 avril de cette même année.
En 1791, des plans révèlent qu'il existe effectivement un ouvrage en terre à la place même de l'actuel fort, bien qu'il fût très vite pris par l'ennemi lors du siège de 1814. Depuis la fin de ce conflit, la construction d'un véritable édifice militaire pouvant défendre le site est programmée ; d'ailleurs Marulaz rédigea le rapport suivant : « J'avais reconnu combien il était avantageux, pour la défense de la place, d'occuper les hauteurs de Bregille et de Beauregard. J'avais ordonné de construire un retranchement sur la première et d'achever la lunette commencée sur la seconde ; mais après avoir travaillé quelque temps sur le premier point, je fis cesser le travail... » L'ouvrage en terre jugé obsolète, on édifie de 1820 à 1832 ce qui devient le fort de Bregille.

## De l'édification à l'entre-deux-guerres

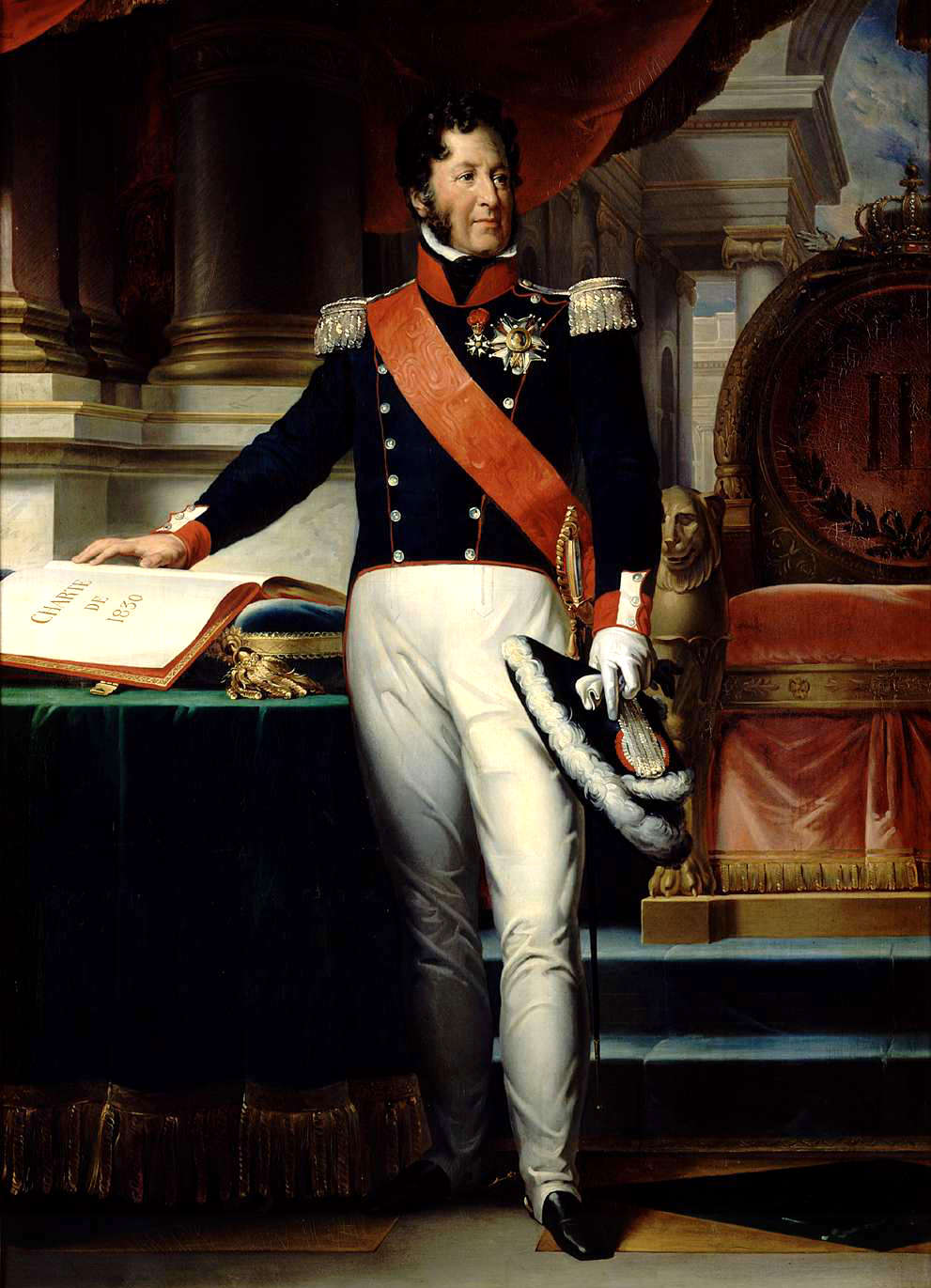
Le roi Louis-Philippe Ier visita le fort de Bregille le 27 juin 1831.

Le fort est édifié au sommet de la colline de Bregille, de 1820 à 1832. L'ouvrage est construit pendant une époque de transition technique, où l'on se base à la fois sur l'expérience solide de Vauban mais où l'on doit tenir compte également des progrès techniques militaires. On s'en rend compte grâce aux éléments suivants : l'examen du plan révèle le maintien du tracé bastionné, tout en gardant des fossés plus étroits et des dehors simplifiés ; on note aussi une protection globalement plus efficace ainsi qu'une meilleure utilisation des parapets. Plusieurs dates sont gravées sur différents éléments du fort : 1829 dans la courtine IV, 1830 sur le porche situé à l'entrée du fort, et 1869 sur l'abri gauche de la grande cour centrale. Les capacités en poudre du fort (au total une capacité minimale de 175 tonnes de poudre) démontrent son rang de magasin central de la ville.
Du 25 au 27 juin 1831 le roi Louis-Philippe Ier visite la ville de Besançon. Avant de repartir, il décide de visiter le fort de Bregille et constate après y avoir fait un tour que l'ennemi peut facilement creuser des tranchées jusqu'au fort, depuis le bois de Chalezeule s'il y poussait de la végétation. On lui répond alors « qu'il entrait dans les plans des ingénieurs de laisser le roc à nu en enlevant la terre qui d'ailleurs est en petite quantité. » Le roi descend de Bregille puis repart. Le fort jusqu'alors appelé le fort de Bregille ou Fort Bregille reçoit le nom officiel mais peu utilisé de « Fort Morand » en 1866, du nom de Charles Antoine Morand (1771-1835), général d'Empire natif de la région. L'édifice ne sert pas pendant la guerre franco-prussienne de 1870 ni durant la Première Guerre mondiale, du fait que la ville de Besançon n'a pas été impliquée lors de ces conflits.

## Depuis la Seconde Guerre mondiale
L'édifice fut utilisé durant la Seconde Guerre mondiale, comme en témoignent des batteries anti-aériennes installées à l'époque,. Outre ces indices, il n'existe actuellement aucune autre trace sur ce conflit au fort de Bregille et ses environs, excepté lors du bombardement du 15 juillet 1943 lorsque le funiculaire de Bregille fut touché par des engins explosifs largués par un avion allemand ; l'évitement central est touché, laissant les deux gares et les voitures intactes, mais l'exploitation est interrompue et ne reprendra qu'en janvier 1945. Après la guerre, l'édifice qui appartient encore à l'armée est cédé à la ville de Besançon pour y accueillir des associations ainsi que des centres aérés en juillet-août de chaque année. On note qu'en 1973, lors de l'affaire Lip, le fort a été utilisé par des ouvriers grévistes de l'usine Lip afin de servir des repas dans un restaurant de fortune.
Le fort est actuellement en partie utilisé par une fourrière animale pour la société protectrice des animaux ainsi que par la police municipale de Besançon. La plupart des anciennes salles accueillent également un centre aéré pour les enfants, ou sont utilisées comme locaux de réunions par des associations locales. Le fort est dans un état jugé excellent, au contraire de son petit frère le fort Beauregard qui lui est dans un état de quasi-ruine. Son accès est strictement limité sur autorisation délivrée par la ville de Besançon, et l'édifice, malgré son histoire et son importance militaire de jadis, ne fait l'objet d'aucun classement notamment comme monument historique. Depuis plusieurs décennies, le secteur du fort de Bregille est particulièrement prisé par les promeneurs bisontins, qui aiment son cadre naturel agréable (notamment au lieu-dit du « Grand désert») ainsi que son panorama spectaculaire sur la ville.

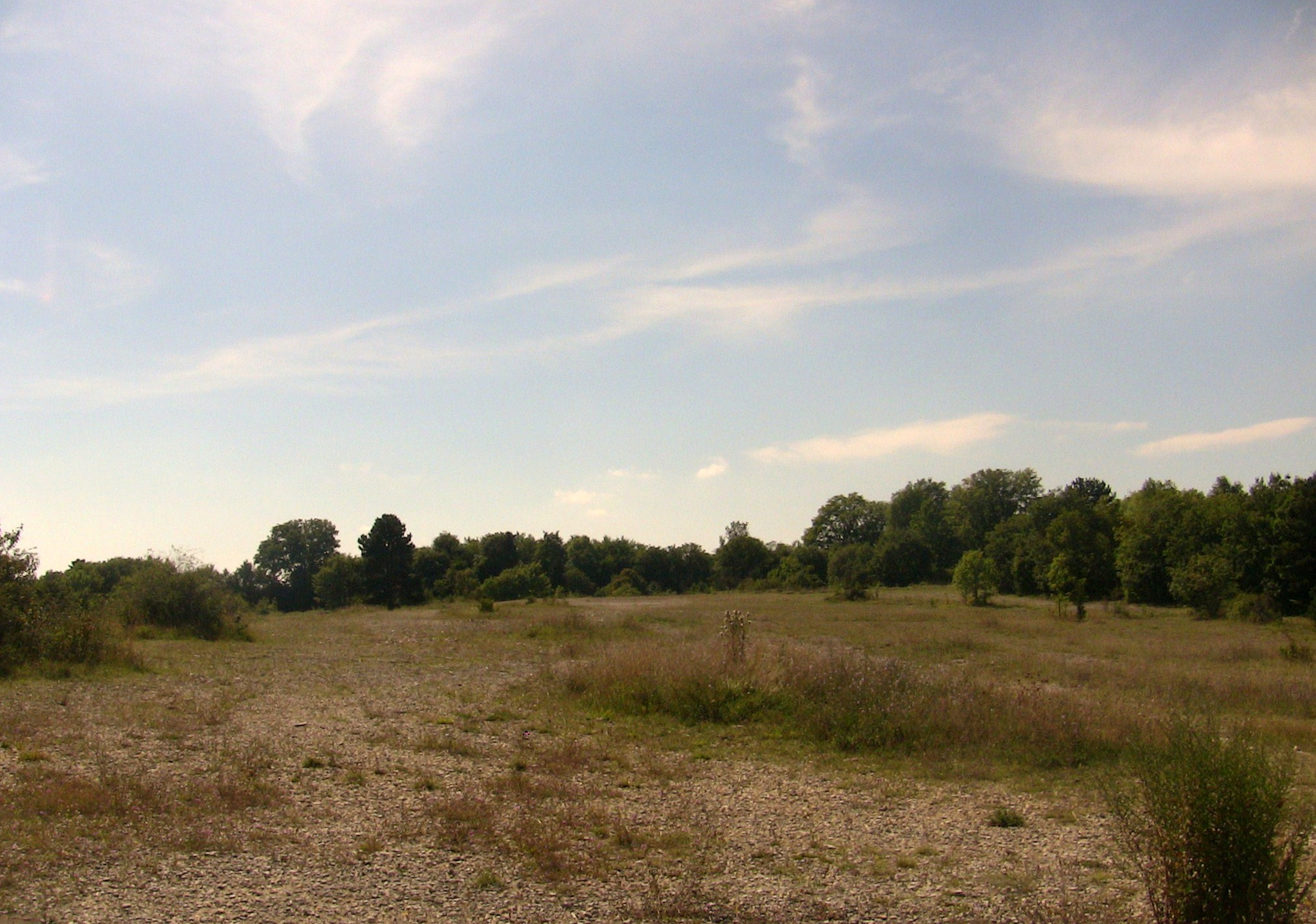
Le « Grand désert », à deux pas du fort.
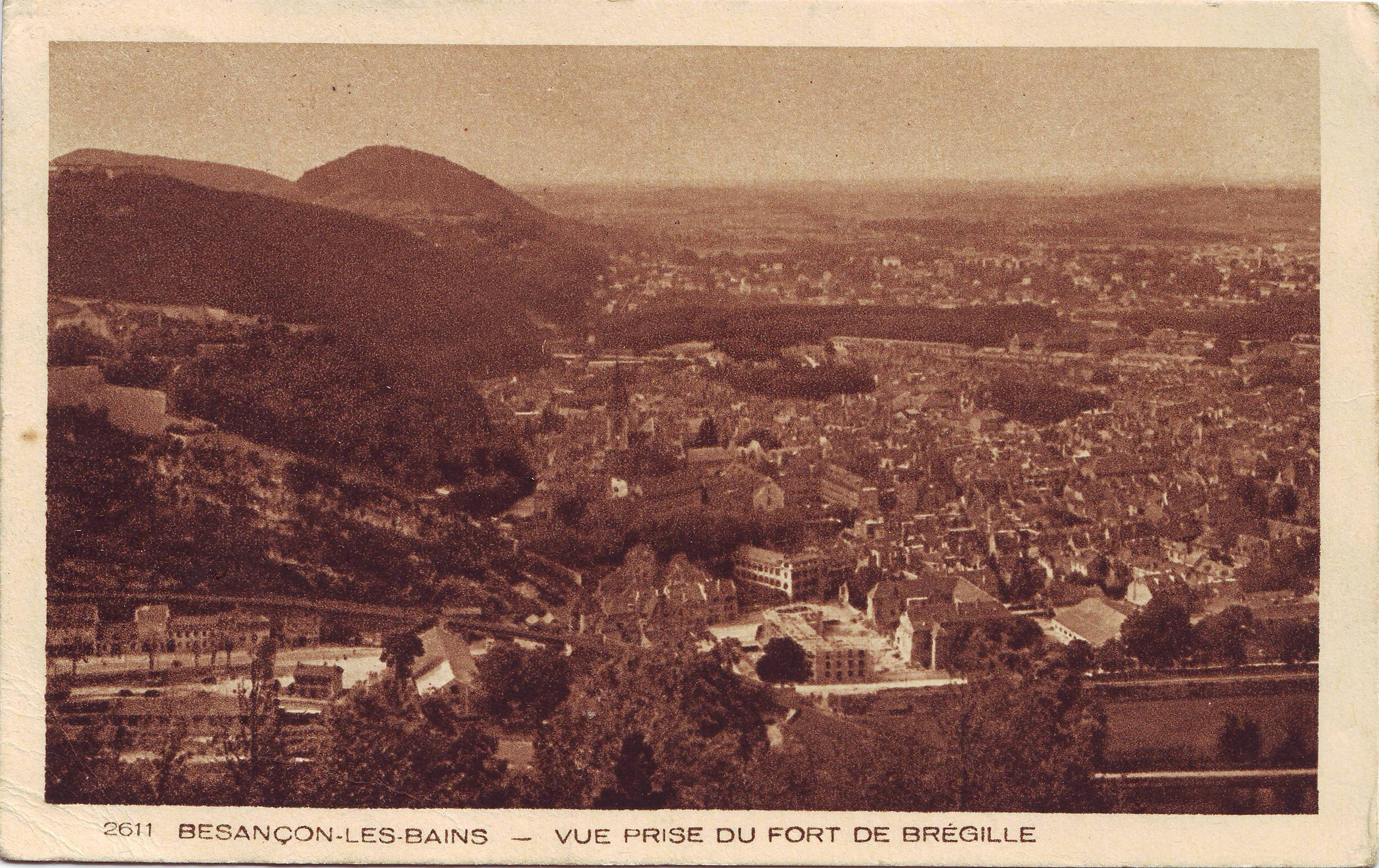
Vue de Besançon depuis le fort, 1935.

## Architecture

### Aspect extérieur et défenses du fort

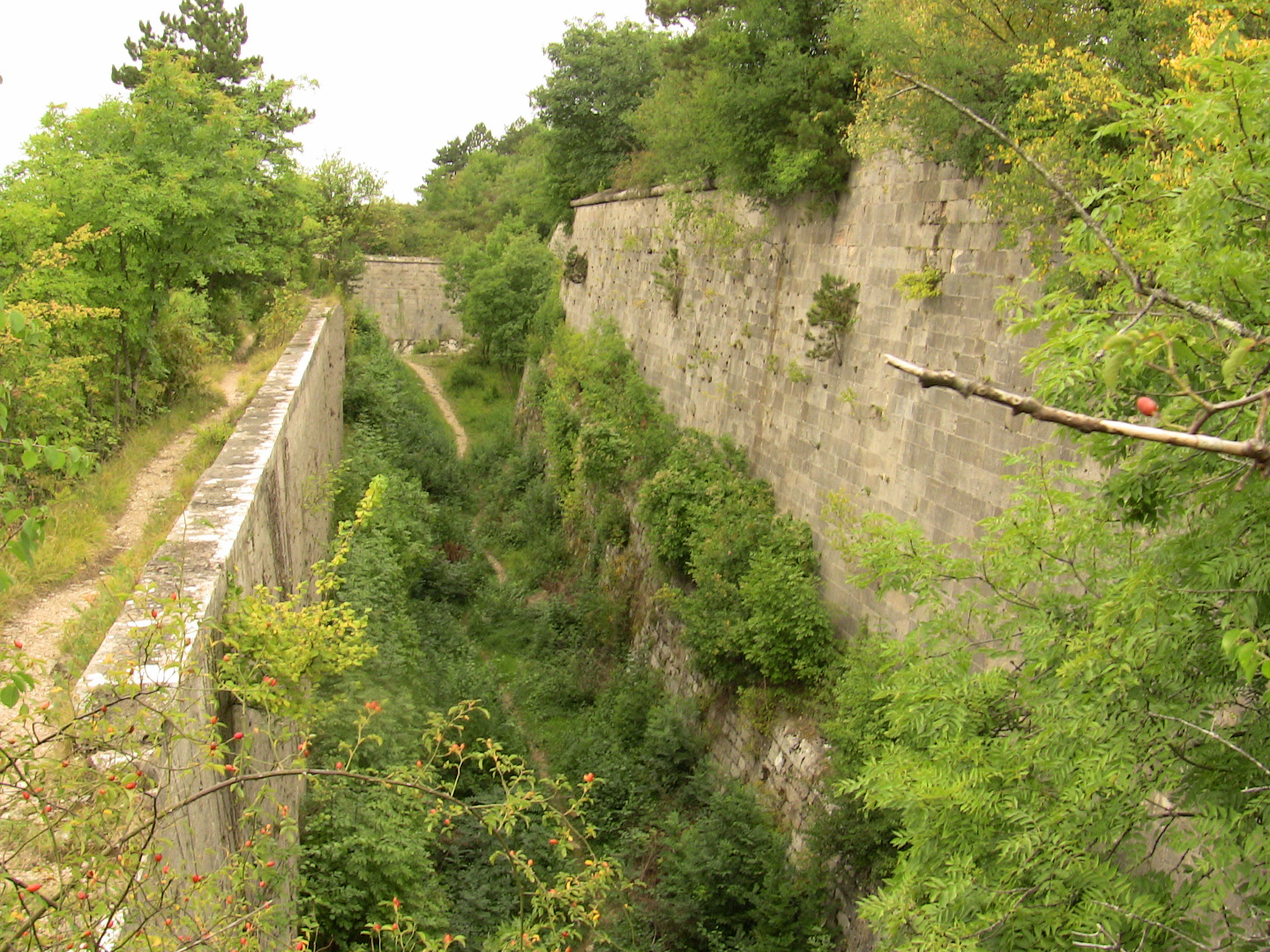
Un des fossés du fort.

Le fort de Bregille est composé de cinq bastions d'inégale ampleur et, à part les deux tenailles situées dans les courtines des flancs nord et sud, il ne comprend aucun organe détaché. La contrescarpe compte un sommet aménagé en position d'infanterie et faisant face aux bastions II et III et une seconde, mais bien plus modeste, se dresse face au bastion I. Le chemin d'accès au fort débouche sur une esplanade devant une remarquable caserne comptant deux étages et flanquée de deux imposants bastions. Le flanc sud est formé par trois bastions reliés entre eux par une courtine, tandis que le flanc nord ou front d'attaque est quant à lui flanqué de deux bastions reliés eux aussi par une courtine et protégés par une tenaille. Le flanc nord a pour objectif de défendre le front d'attaque ainsi qu'un chemin couvert couronnant la contrescarpe comprenant au centre une place d'armes rentrante. Chaque bastion pouvait contenir 175 tonnes de poudre.
Le front de gorge (situé à l'ouest, où est l'entrée principale) comprend une imposante caserne à deux étages, ainsi que deux épais bastions. Côté nord, neuf-cents mètres de fossés ont été creusés jusqu'au bastion III, où l'on atteint une tenaille de grande taille. Sur le flanc et la face gauche du bastion II, on voit des embrasures faites à travers le parapet et à mi-hauteur, deux séries de meurtrières perçant le mur d'escarpe. Cette disposition ne doit rien au hasard : il s'agit en effet de la combinaison d'un flanquement dit haut et d'un flanquement qui n'est pas réellement tout à fait bas. Toujours au bastion II, on note à son extrémité au niveau du flanc gauche une galerie dont les murs sont parmi les meilleures réalisations en maçonnerie du fort ; ce souterrain dessert onze casemates réalisées pour les fantassins qui tiraient par les meurtrières. Environ 900 mètres de fossés ceinturent l'édifice et, au fond de la cour mesurant un hectare, subsistent encore les emplacements pour les pièces d'artillerie. Entre les bastions II et III, on remarque d'énormes traverses-abris, des banquettes de tir spacieuses ainsi que le départ de la poterne menant au fossé en contrebas. Le bastion IV comprend un mur d'escarpe de type demi-détaché sur ces deux fronts constituant le flanc droit. Quant au bastion V, il avait été aménagé afin de pouvoir manœuvrer confortablement les mortiers.
Sur le côté est du fort, se trouve un fossé dont le fond se situe à deux niveaux différents : le long de la moitié droite du bastion II, un obstacle surcreusé a été réalisé, un type de fossé dit diamant visible aux forts de Montfaucon et Pugey. C'est grâce à ces indices que l'on considère que le bastion II était jugé comme la partie du fort la plus exposée. On accède à un secteur du fort particulièrement complexe en suivant le bord du fossé le moins profond, à côté de la contrescarpe. En effet, on y voit une pièce très importante du fort : une tenaille que coupe en deux un passage étroit en encaissé conduisant le promeneur directement de l'escarpe à la contrescarpe, d'où l'on voit une poterne qui obstrue ce passage, ainsi que les vestiges de deux escaliers conduisant jadis à une place d'armes rentrante. Grâce à ces nombreuses caractéristiques architecturales, l'édifice avait deux fonctions : la première qui est d'occuper ce site stratégique et de le défendre, et la seconde qui devait permettre aux assiégés de lancer une sortie discrète et sécurisée au niveau des Glacis (près de Battant) en passant de la cour intérieur au fossé, et de ce dernier à la rase campagne. Côté sud, on peut apercevoir un superbe panorama du Doubs notamment grâce à un endroit où la contrescarpe s'ouvre brusquement vers l'extérieur. On note aussi la présence face au bastion un au niveau de la contrescarpe d'un escalier qui s'interrompt en son milieu pour donner sur le vide grâce à un système de madriers (système appelé ha-ha).

### Aspect intérieur

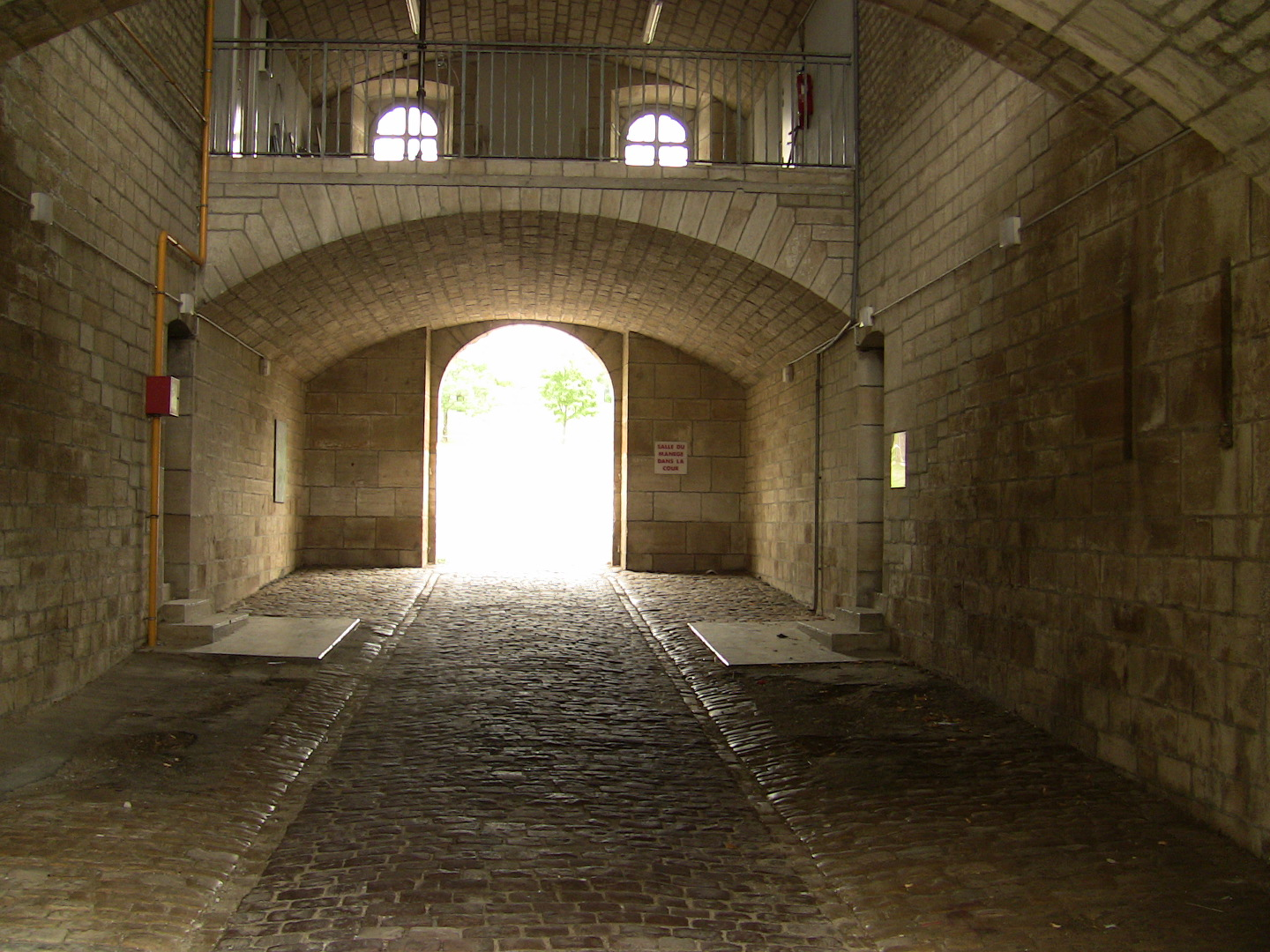
La travée de l'entrée principale du fort, donnant sur la grande cour.

Le casernement, d'une forme de parallélépipède et soigneusement bâti, occupe la courtine de gorge quelques mètres en retrait du mur d'escarpe. Son toit est conçu pour récupérer les eaux de pluie et alimenter les citernes. Les travées de ses extraversions ont été édifiées perpendiculairement à celles qui occupent le cœur du bâtiment, dans le but de lui donner une meilleure résistance contre d'éventuels bombardements. L'édifice comporte aussi un tunnel dont les flancs sont crénelés, comprenant également une remarquable clef de voûte franchissant le retrait séparant le casernement du mur d'escarpe. L'édifice devait comporter un pont-levis, comme en témoignent deux réas sur la façade élevés plus hauts que le plafond de la porte cochère. Après la ligne de cinq meurtrières, le plafond monte soudainement de deux étages donnant l'illusion d'un porche monumental. Aussi, ses lignes d'une grande sobriété couplées avec une grille en fer forgée laissant apparaître la lumière à travers des verrières renforce son aspect imposant. Après le casernement, on débouche sur une cour spacieuse, face à l'arrière du front II et III se défont trois traverses/abris.

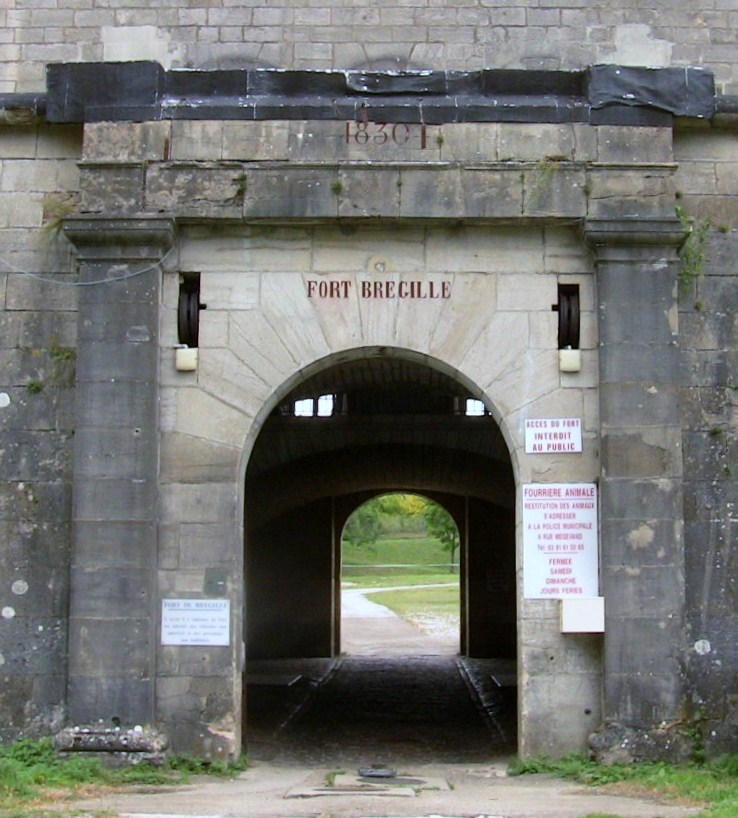
Le porche du fort.

La traverse centrale est plus imposante que ses deux voisines latérales mais dans lesquelles un second local est aménagé. Un ancien magasin d'une superficie de 177 m2 est isolé en arrière et au milieu de la courtine I et II. Un massif de terre situé sur la droite en arrière de la courtine IV-V pourrait laisser penser qu'un ancien magasin à poudre existait. Précédé de deux couloirs qui mènent à un local de cinq toilettes à la turque, on accède à un magasin qui pouvait contenir jusqu'à 40 tonnes de poudre, qui fut plusieurs fois modifié au cours du temps. Ce magasin comprend un local de stockage mesurant 5,60 mètres de large pour environ quinze mètres de long, dans lequel sur son flanc gauche trois barbacanes sont installées pour la ventilation . La gaine latérale, qui fut ajoutée et plaquée contre le magasin, dans laquelle parviennent ces ouvertures, montre tour à tour un passage central d'une largeur d'un mètre, deux alvéoles de 2,70 m se font face distantes chacune d'un mètre par rapport au passage central, cinq fois de suite. La chambre aux lampes qui ne possède qu'un seul créneau ainsi que le sas couronné d'un puits à lumière sont autant de témoignages que l'édifice fut plusieurs fois modifié.
Le local de stockage, de forme ogivale, comprend un remarquable retour longitudinal de la voûte près du créneau à lampes. Un second magasin en terre plein est situé à l'arrière du bastion IV et de ce magasin, dont les flancs ainsi que la voûte du local de stockage en arc segmentaire ont été bâtis en brique de terre cuite. La cloison de fond avec ses trois créneaux à lampe alignés semble avoir aussi été ajoutée ultérieurement, diminuant la capacité de stockage à 24 tonnes de poudre. Il existe un couloir communiquant avec les gaines latérales et par le centre duquel on accède dans la chambre aux lampes qui lui est parallèle. À la gauche de l'entrée sous le bastion I est établi un troisième magasin d'une contenance de 75 tonnes de poudre, puis un quatrième sous le bastion III d'une capacité de 36 tonnes servant actuellement de fourrière animale pour la ville de Besançon et la police municipale. Un cinquième magasin aux formes simples et sans gaines sanitaires est situé près du bastion II.

## Galerie

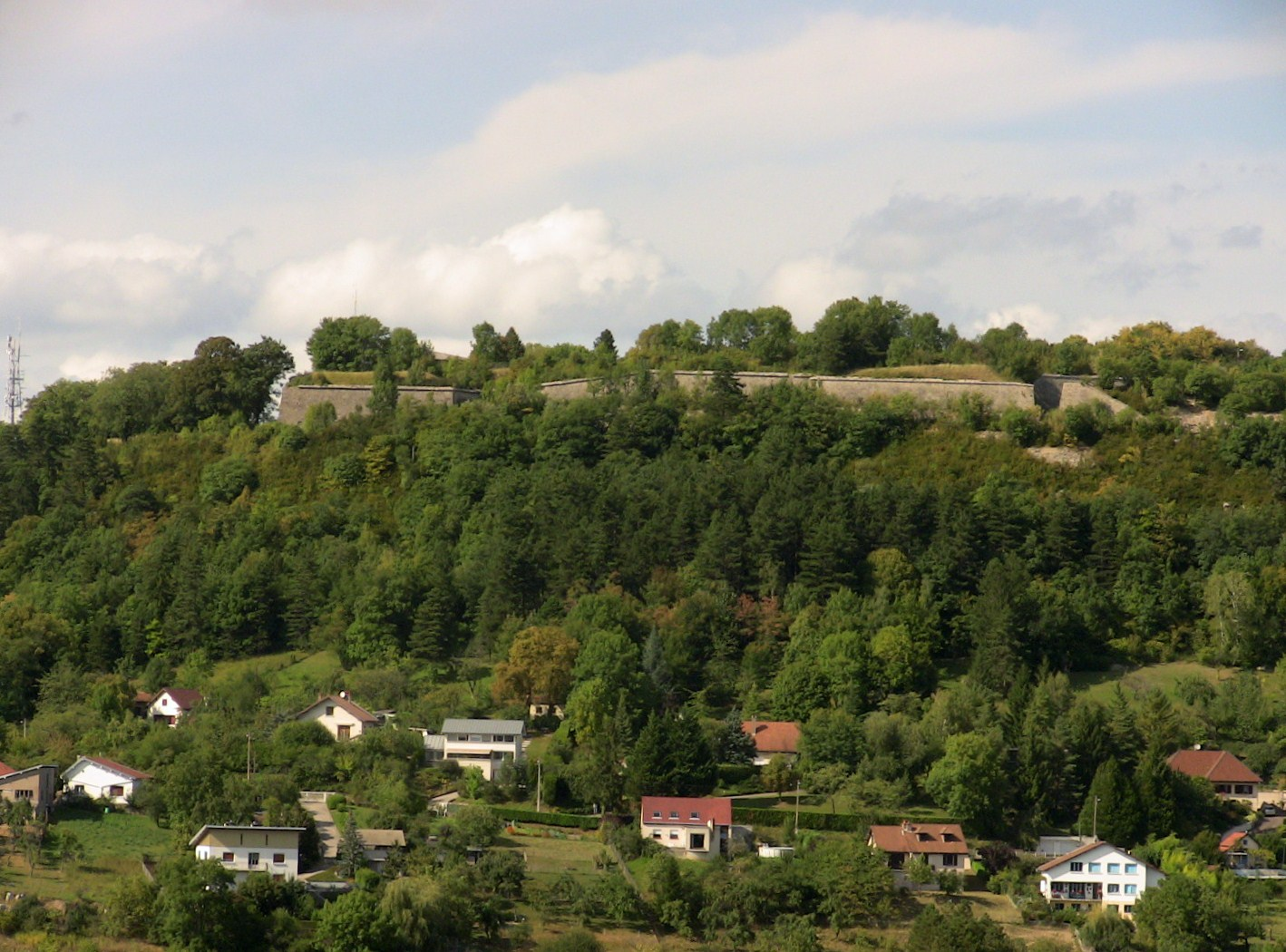
Le fort de Bregille depuis la La Chapelle-des-Buis.
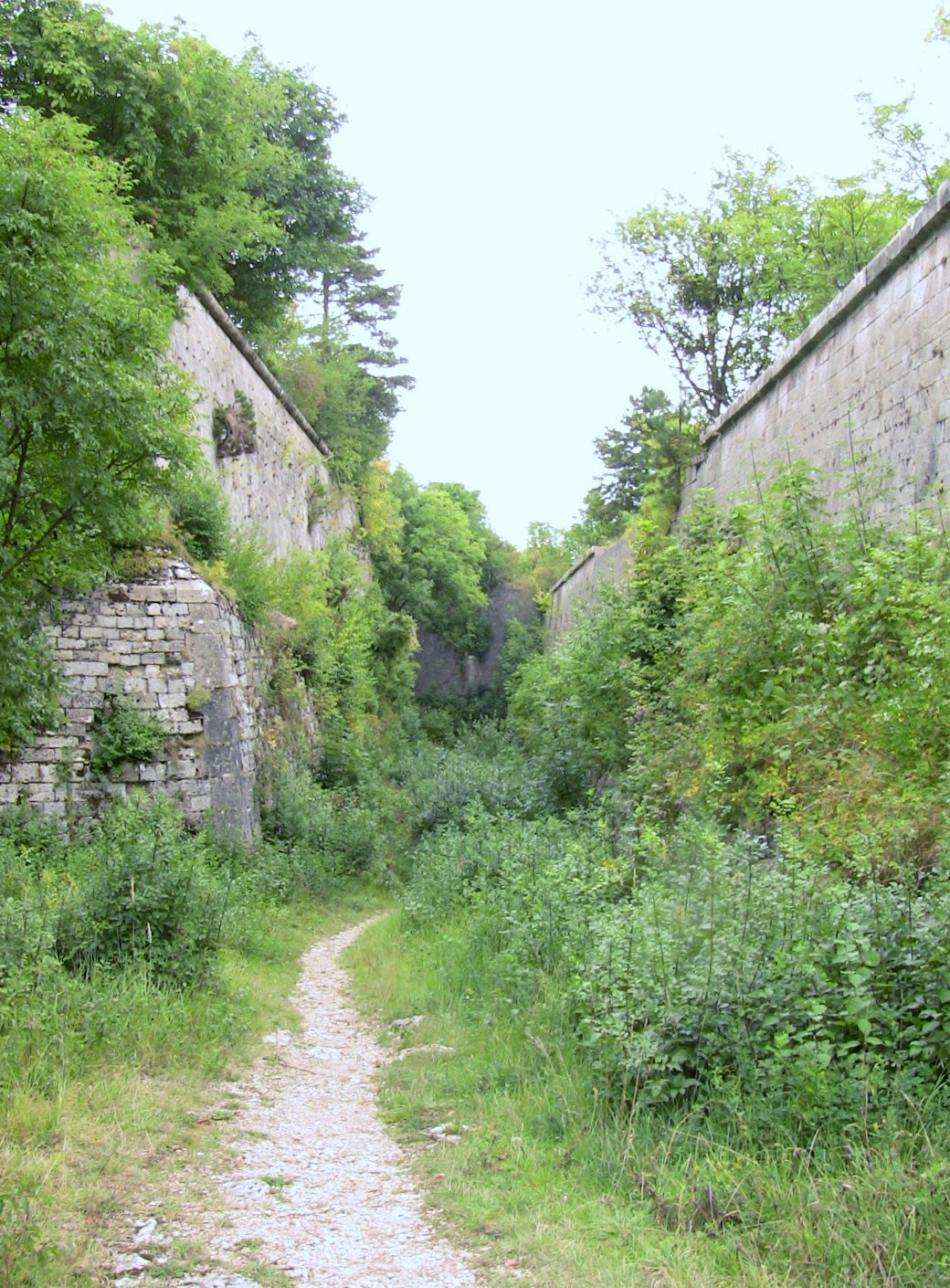
Remparts du fort de Bregille.
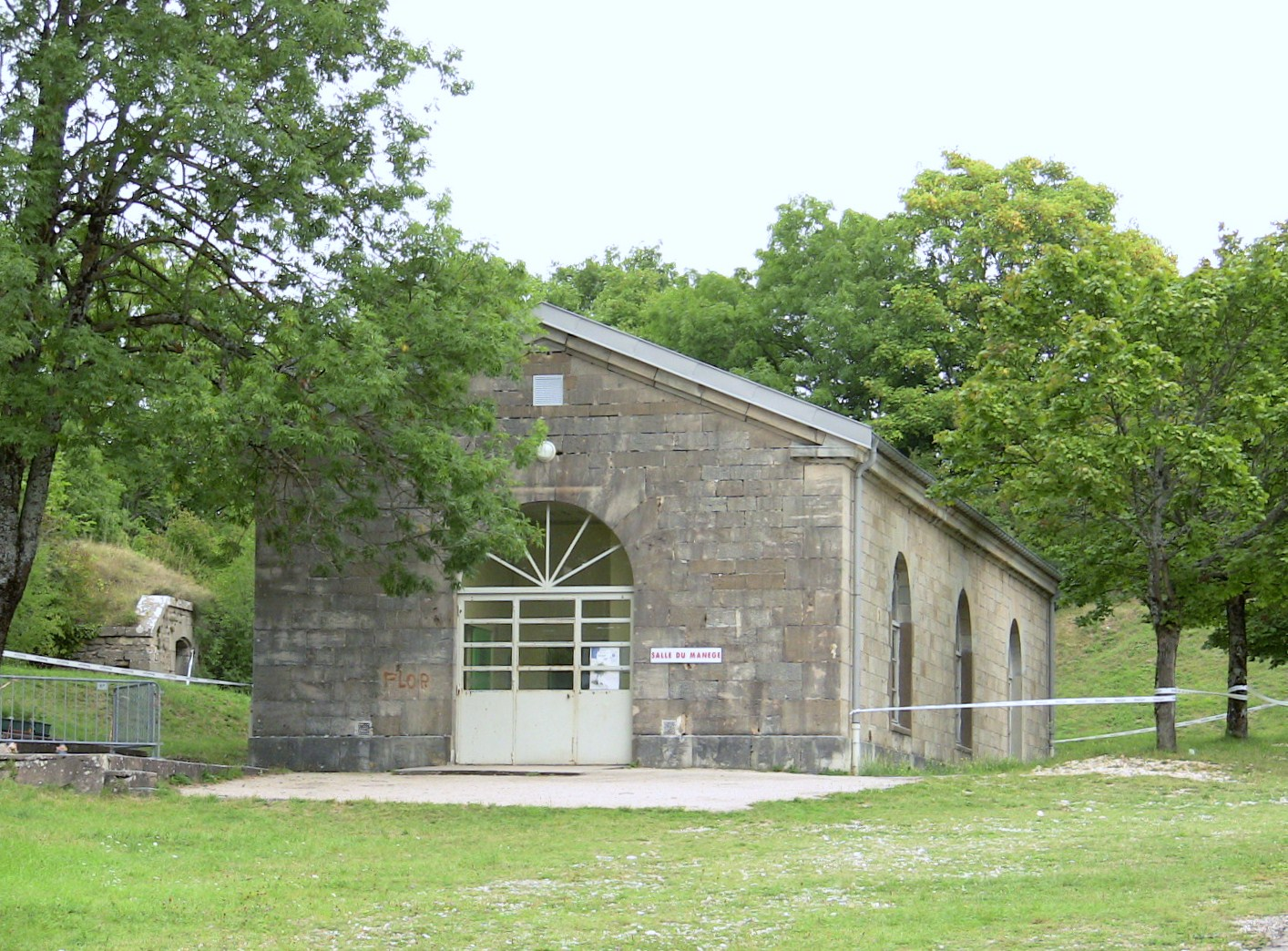
Magasin à poudre de la cour intérieure.
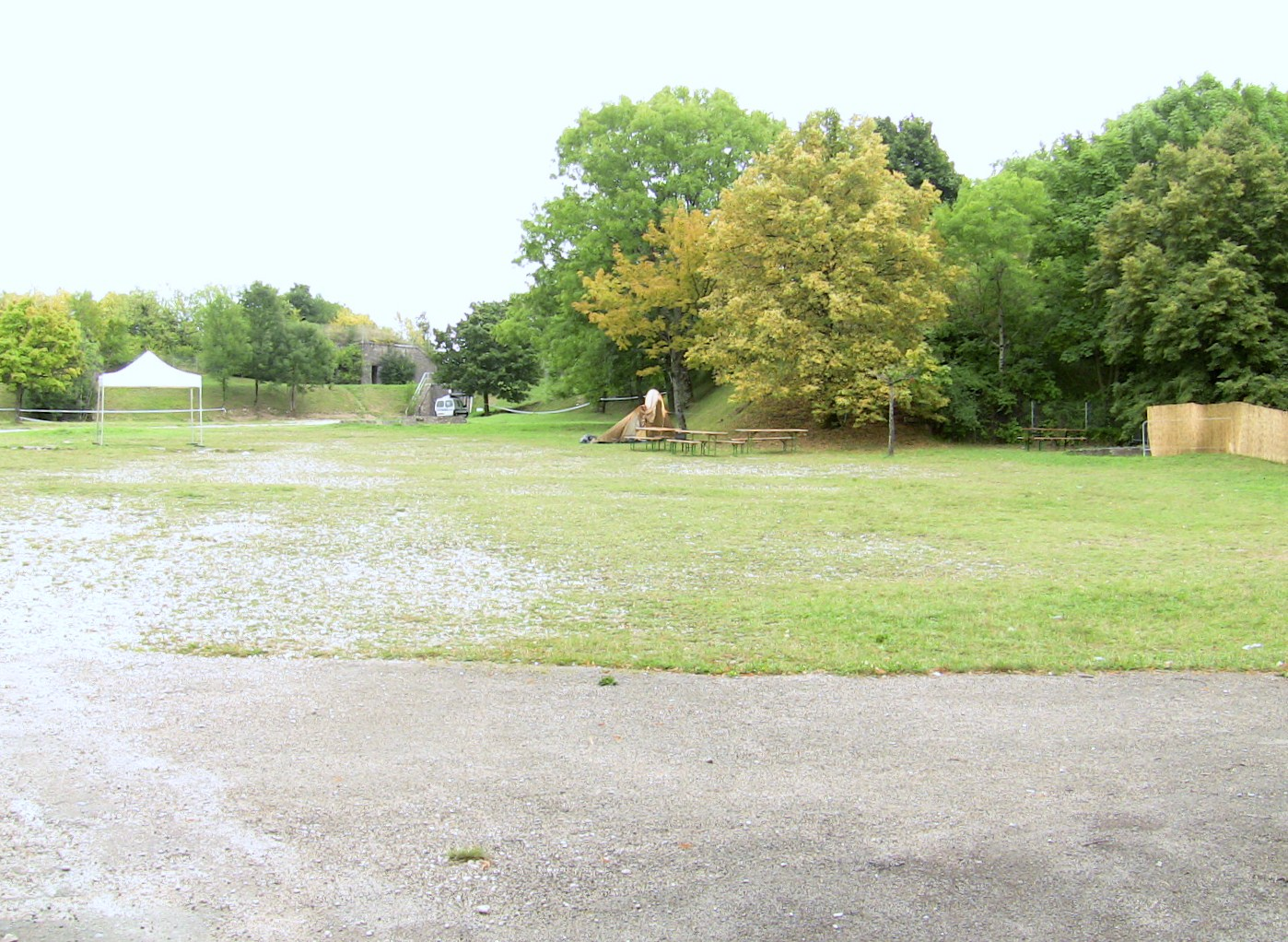
La cour intérieure.